# کمد لباس ولزی

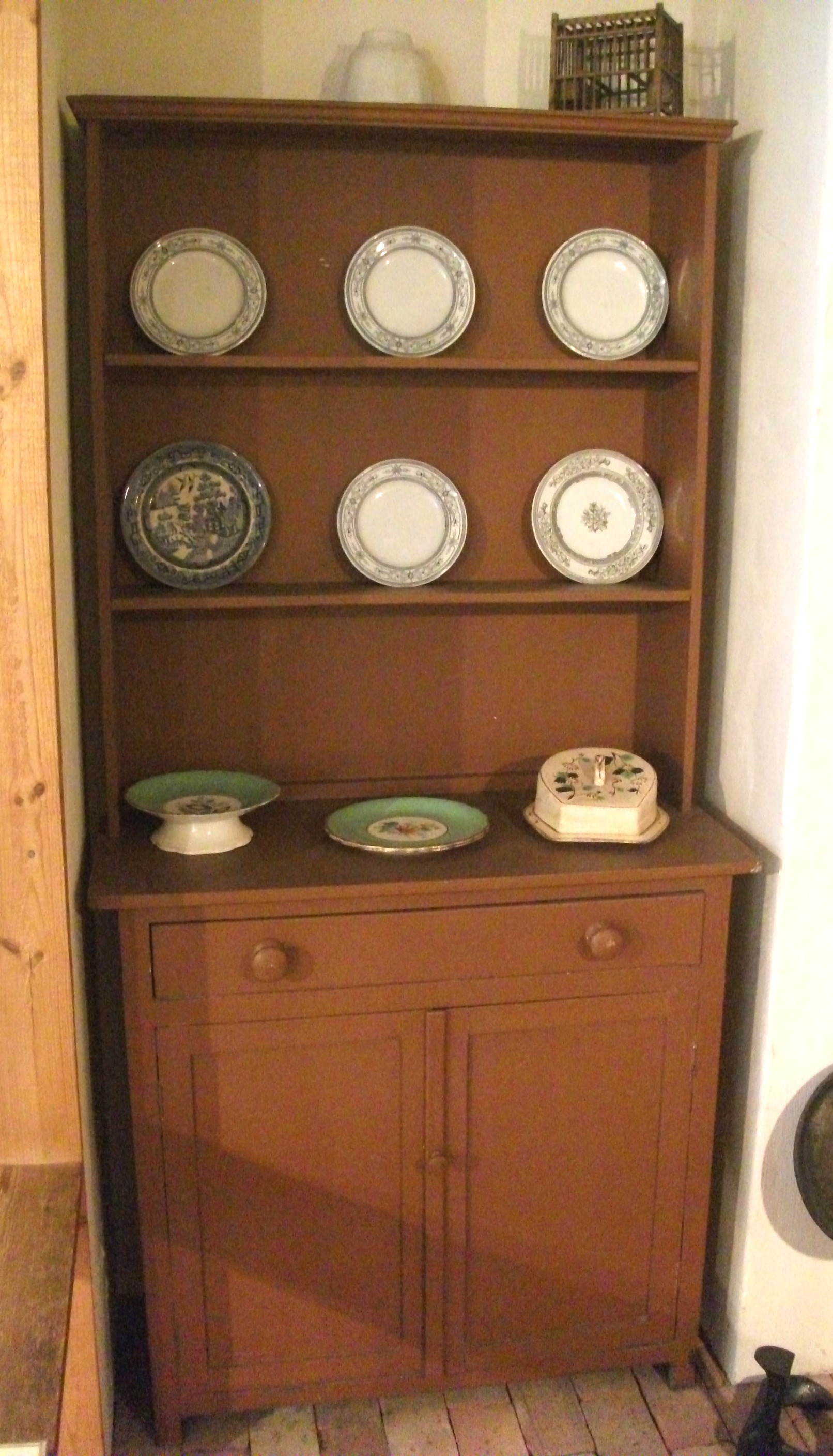
یک کمد ولزی در موزه بدفورد به نمایش گذاشته شده است

کمد لباس ولزی که گاهی با نام‌های دراور ولزی ، دراور آشپزخانه ، کمد پیوتر یا قفسه چینی نیز شناخته می‌شود، قطعه‌ای از مبلمان چوبی است که از کشوها و کمدها در قسمت پایین، و قفسه‌ها و شاید یک بوفه در بالا تشکیل شده است. به طور سنتی، این یک قطعه مبلمان کاربردی است که برای نگهداری و نمایش ظروف سفالی ، ظروف نقره و ظروف پیوتر استفاده می‌شود، اما برای نمایش زیورآلات عمومی نیز کاربرد دارد.
دراور ولزی یک قطعه مبلمان چوبی است که از کشوها و کمدها در قسمت پایین، با قفسه‌ها و شاید یک بوفه در بالا تشکیل شده است. به طور سنتی، این یک قطعه مبلمان کاربردی است که برای نگهداری و نمایش ظروف سفالی ، ظروف نقره و ظروف قلعی استفاده می‌شود، اما برای نمایش زیورآلات عمومی نیز استفاده می‌شود.  